# .xxx

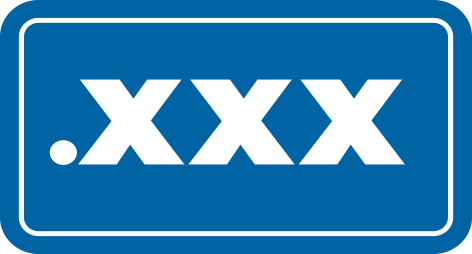

.xxx는 인터넷 도메인 이름 서비스에서 쓰이는 일반 최상위 도메인 (gTLD)이다. 인터넷상에서 포르노 사이트를 운영할시 비의무적으로 사용될 목적으로 국제 인터넷 주소자원 관리기관 (ICANN) 에 의하여 2011년 3월 18일 승인되었고 2011년 4월 15일부터 정식으로 사용되고 있다.
도메인 등록기관은 ICM이며 국제 온라인 책임재단의 후원을 받고있다.